# بید علفی پرگل
بید علفی پرگل، علف خر پرگل (نام علمی: Epilobium gemmascens) نام یک گونه (زیست‌شناسی) از سرده بید علفی است.